# National Democratic Congress
National Democratic Congress (NDC) är ett socialdemokratiskt politiskt parti i Ghana, grundat av förra presidenten Jerry Rawlings, som kom till makten kenom en militärkupp 1979. Rawlings förblev president i 22 år. NDC grundades före valen 1992 och 1996 som gav Rawlings makten tillbaka. Rawlings andra period slutade 2001. Hans vicepresident, John Atta-Mills, kom tvåa i presidentvalet 2000 och 2004, med 44.6% av rösterna i andra valet. I det senaste valet 2004 fick partiet 94 av 230 platser. Partisymbolen är ett paraply med ett örnhuvud på spetsen. Partifärgerna är rött, vitt, grönt och svart.